# Кіокак (округ, Айова)
Шаблон:StateAbbr_ 41°20′10″ пн. ш. 92°10′47″ зх. д. / 41.336111111111° пн. ш. 92.179722222222° зх. д.
Округ  Кіокак (англ. Keokuk County) — округ (графство) у штаті  Айова, США. Ідентифікатор округу 19107.

## Історія
Округ утворений 1843 року.

## Демографія
За даними перепису 
2000 року 
загальне населення округу становило 11400 осіб, усе сільське.
Серед мешканців округу чоловіків було 5528, а жінок — 5872. В окрузі було 4586 домогосподарств, 3153 родин, які мешкали в 5013 будинках.
Середній розмір родини становив 2,99.
Віковий розподіл населення поданий у таблиці:
| Стать    | До 15 років | 15-21 | 22-29 | 30-39 | 40-49 | 50-65 | 65-85 | Понад 85 |
| -------- | ----------- | ----- | ----- | ----- | ----- | ----- | ----- | -------- |
| Чоловіки | 1186        | 567   | 428   | 696   | 911   | 819   | 813   | 108      |
| Жінки    | 1179        | 509   | 425   | 711   | 824   | 844   | 1098  | 282      |

## Суміжні округи
- Айова — північ
- Вашингтон — схід
- Джефферсон — південний схід
- Вапелло — південний захід
- Махаска — захід
- Повешік — північний захід

## Виноски
1. ↑  U.S. Decennial Census. United States Census Bureau. Архів оригіналу за 26 квітня 2015. Процитовано 18 липня 2014.
2. ↑  Historical Census Browser. University of Virginia Library. Архів оригіналу за 11 серпня 2012. Процитовано 18 липня 2014.
3. ↑  Population of Counties by Decennial Census: 1900 to 1990. United States Census Bureau. Архів оригіналу за 22 квітня 2014. Процитовано 18 липня 2014.
4. ↑  Census 2000 PHC-T-4. Ranking Tables for Counties: 1990 and 2000 (PDF). United States Census Bureau. Архів оригіналу (PDF) за 18 грудня 2014. Процитовано 18 липня 2014.
5. ↑  State & County QuickFacts. United States Census Bureau. Архів оригіналу за 7 червня 2011. Процитовано 18 липня 2014.(англ.) Наведено за англійською вікіпедією.
6. ↑  American FactFinder. Бюро перепису населення США. Архів оригіналу за 29 липня 2011. Процитовано 31 січня 2008.

| США | Це незавершена стаття з географії США. Ви можете допомогти проєкту, виправивши або дописавши її. |